# Canelas (Vila Nova de Gaia)
Canelas ist eine Gemeinde im Nordwesten Portugals.
Canelas gehört zum Kreis Vila Nova de Gaia im Distrikt Porto, besitzt eine Fläche von 6,9 km² und hat 13.918 Einwohner (Stand 19. April 2021).
Seit 1994 ist Canelas mit der französischen Stadt Langon im Département Gironde verschwistert.

## Weblinks

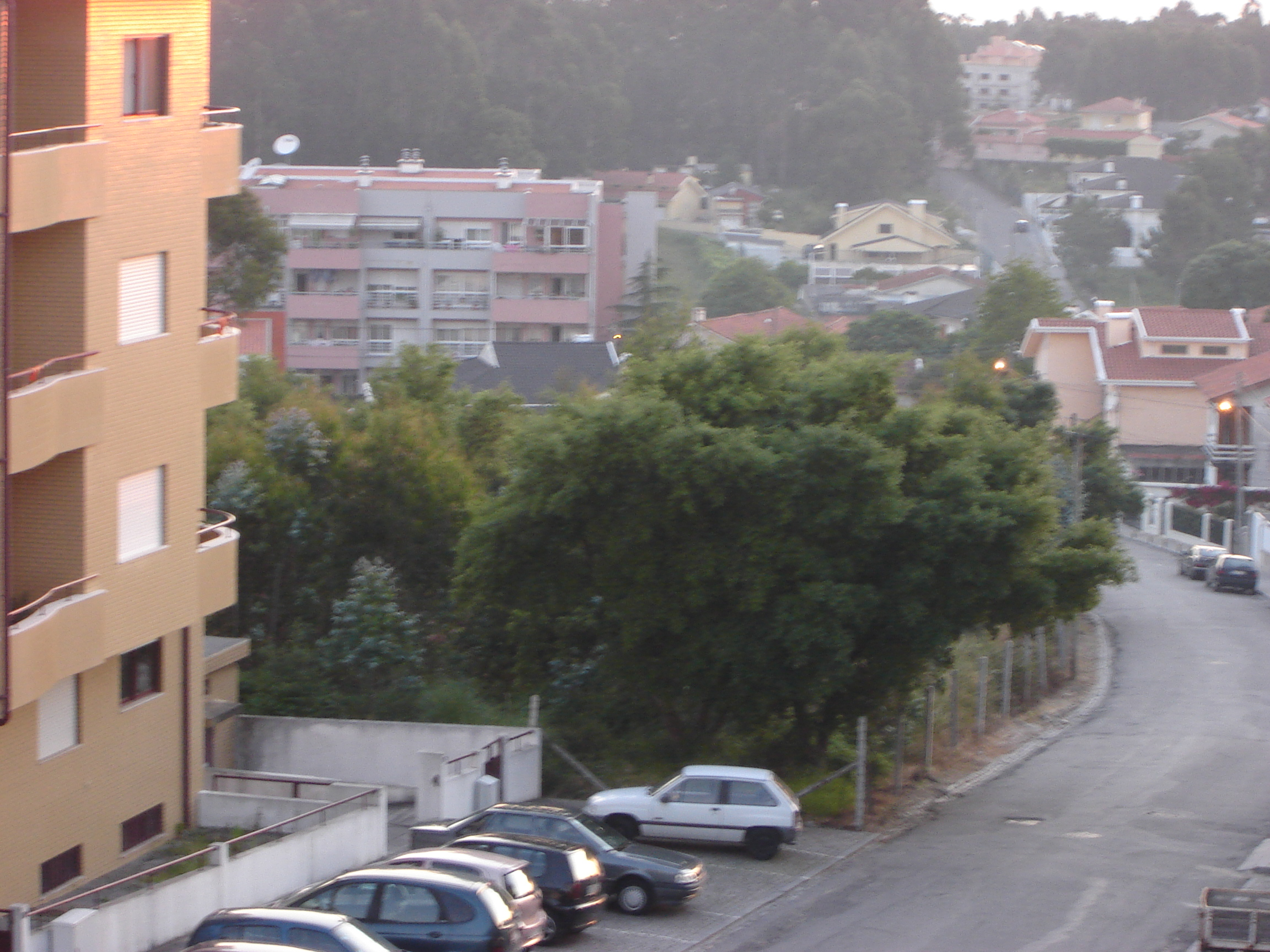
Straße in Canelas